# اينار اولسن (لاعب جمباز فني)
اينار اولسن (بالدنماركية: Einar Olsen)‏ هو لاعب جمباز فني دنماركي، ولد في 11 مارس 1893 في Vig, Denmark ‏ في الدنمارك، وتوفي في 3 يونيو 1949 في Grevinge ‏ في الدنمارك.

## وصلات خارجية
- اينار اولسن على موقع أوليمبيديا (الإنجليزية)